# Casquet de caserna

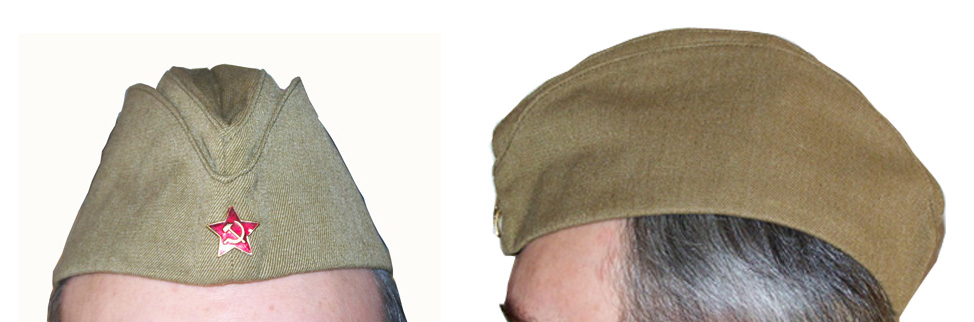
Casquet de caserna soviètic (pilotka). Vistes frontal i lateral esquerra

El casquet de caserna (o, en contextos apropiats, simplement casquet) és una lligadura militar (a voltes també policial) sense ales ni visera, i amb els costats plans i semirígids, de manera que, un cop cofat, presenta perfil triangular vist de front o d'esquena. Altres característiques del casquet de caserna són: 
- la part superior pot ser tancada, és a dir, les dues peces laterals estan cosides directament per la part superior (casquet de caserna tancat). Alternativament, i mercès a una tercera peça intermèdia, la part superior pot ser lleugerament expansible, a manera de manxa (casquet de caserna de manxa).
- els extrems frontal i posterior, o bé rematen en punta (ús tradicional), o bé són arrodonits (ús modern); d'ací les dues tipologies bàsiques, casquet de caserna apuntat i casquet de caserna arrodonit, respectivament.
- pot incloure orelleres perimetrals, desplegables o no. Alternativament, les orelleres poden ser simulades mitjançant viu. Val a dir que, en la segona meitat del segle xx, les orelleres perimetrals han tendit a ésser substituïdes per un repunt simbòlic, almenys en les versions d'estiu.
- en la majoria de models els dos costats de l'orellera (o de la simulació d'orellera) conflueixen al front en forma, bé de V majúscula, bé de Y majúscula, bé de semicercle (amb el costat esquerre encavalcant-se sobre el dret, per norma general). La forma en Y és oberta, i tanca amb un o dos botons; si l'orellera amb front en Y és simulada, acostumen a conservar-se els botons, a títol ornamental.
- el front pot ornar-se amb borla.

Com en el cas de la boina, quan no es duu posat el casquet de caserna és prou habitual --però irreglamentari-- plegar-lo i desar-lo en una musclera.
El terme català casquet de caserna equival a l'espanyol gorro cuartelero o gorrillo; al francès bonnet de police i (col·loquialment) calot; a l'italià bustina o berretto a bustina; al portuguès barrete de bivaque o simplement bivaque (al Brasil, gorro com pala i, col·loquialment, bibico); al romanès bonetă; a l'anglès side cap o garrison cap; a l'alemany Schiffchen o Feldmütze; al rus pilotka (пилотка); etc.
Tipus peculiars de casquet de caserna, amb connotacions ètniques, són el glengarry escocès i el šajkača serbi.

## Història
El casquet de caserna va néixer al si de l'exèrcit francès a finals del segle xviii, en ple període revolucionari, com a lligadura de l'uniforme de caserna. El 1791 ja equipava la major part de l'exèrcit francès. Fou, probablement, la primera lligadura casernària a ésser prescrita uniformement a tot un exèrcit, en comptes de deixar-la a regulació regimental com es feia tradicionalment. Imitat de seguida, el casquet de caserna ha estat des de llavors la lligadura de caserna més habitual de la majoria d'exèrcits (bé que, localitzadament, en competició amb el casquet circular i amb el casquet de plat). De fet, és prou habitual que un exèrcit hagi dut ininterrompudament casquet de caserna per a servei diari mentre per a campanya se succeïen tricorn, bicorn, xacó, quepis semirígid o casc de punta, potser gorra, el casquet mateix, novament gorra, i, finalment, boina.

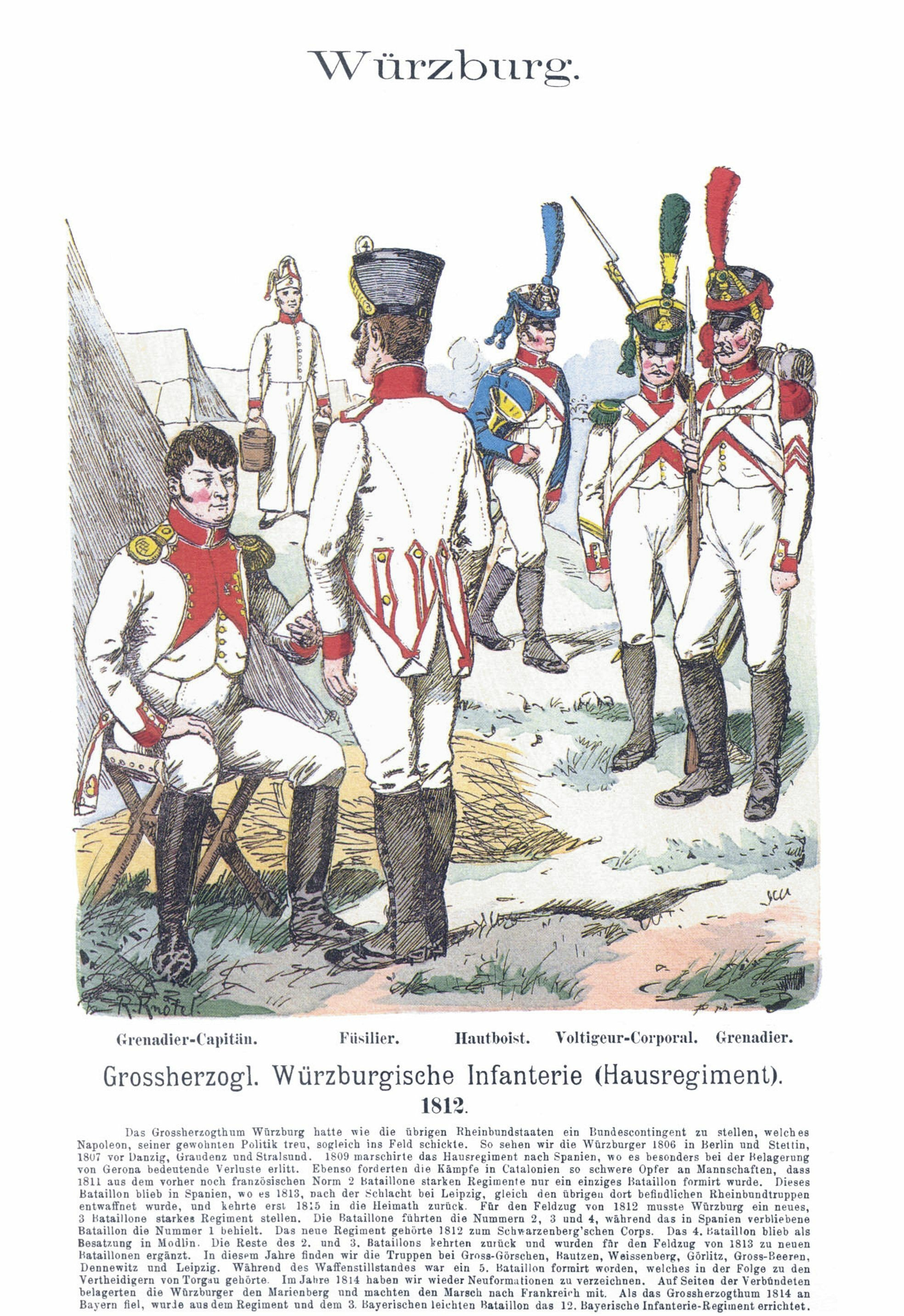
Soldats de Würzburg (1812), el del fons, de cara, amb casquet de caserna tradicional, la bossa lateral ben visible
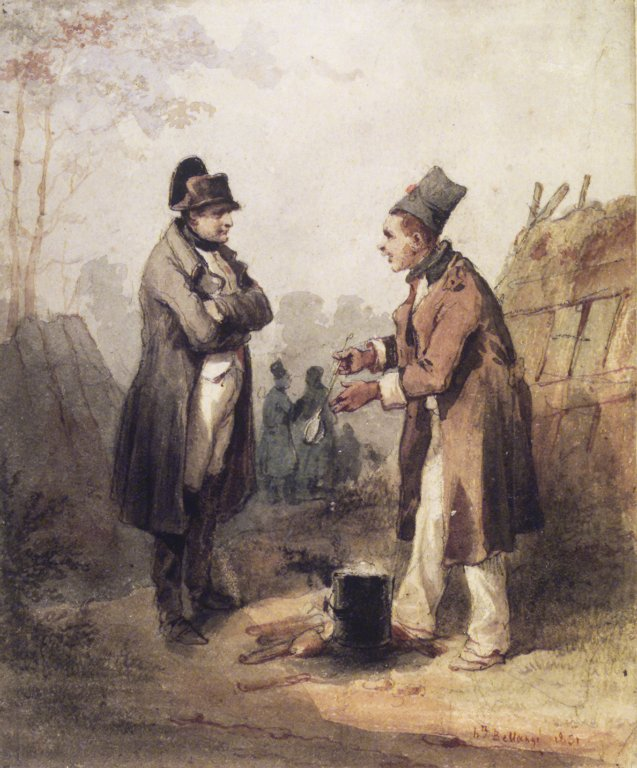
Napoleó conversant amb un soldat cofat amb casquet de caserna de tipus tradicional
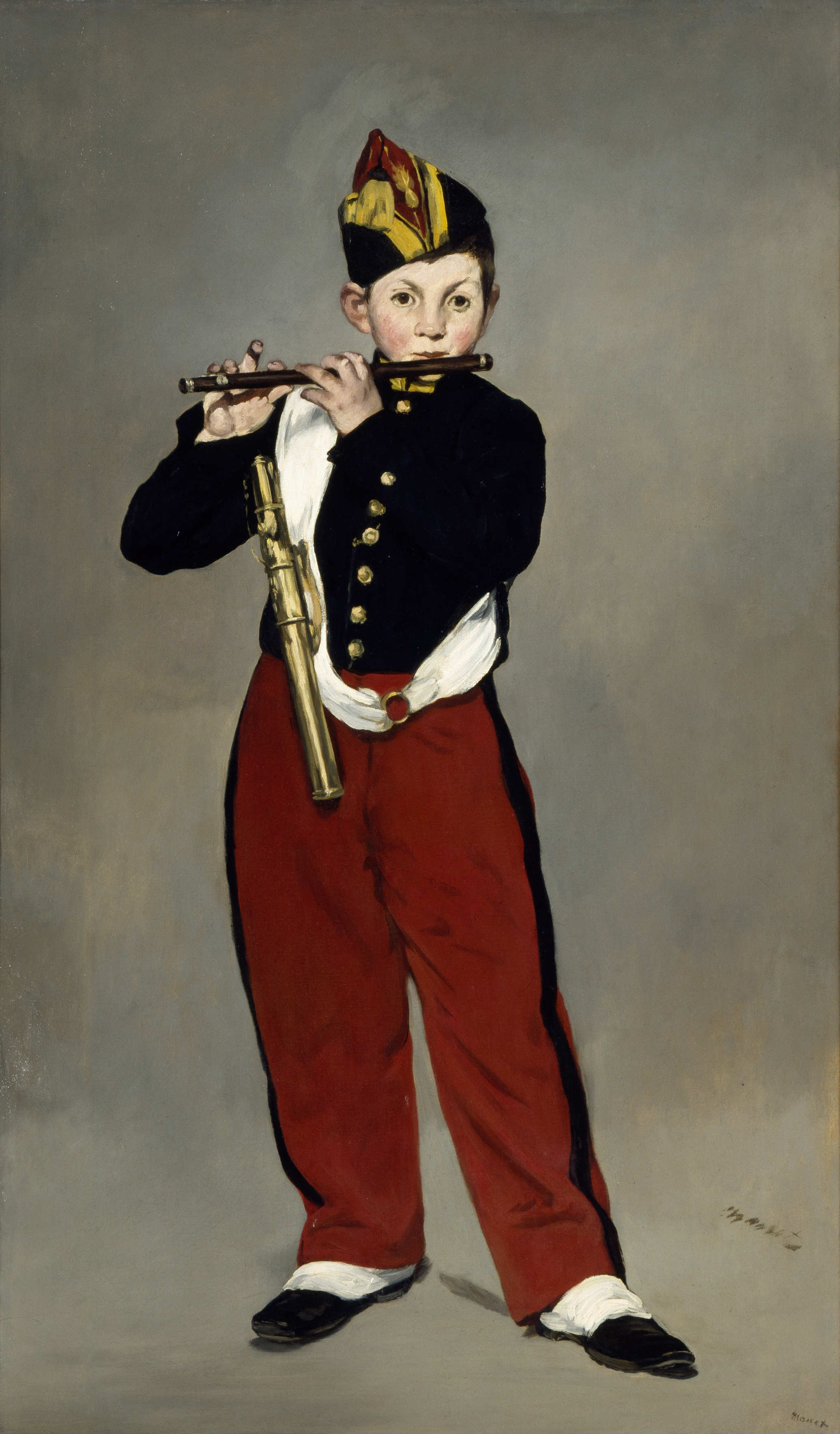
Casquet de caserna del Segon Imperi francès en un quadre cèlebre de Manet (1866)
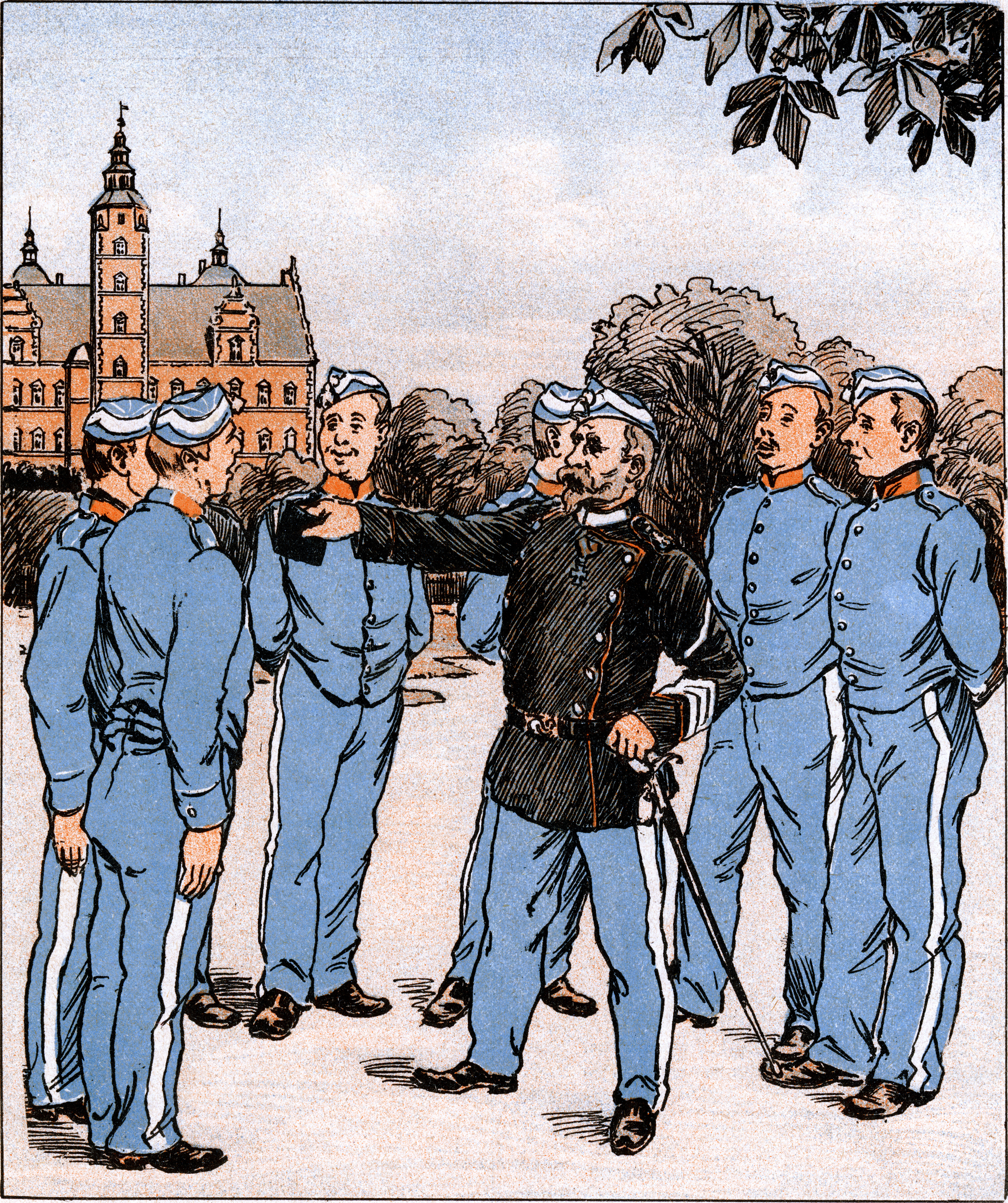
Militars danesos cofats amb casquets de borla moderns (1896), del tipus predominant internacionalment des dels volts de 1820
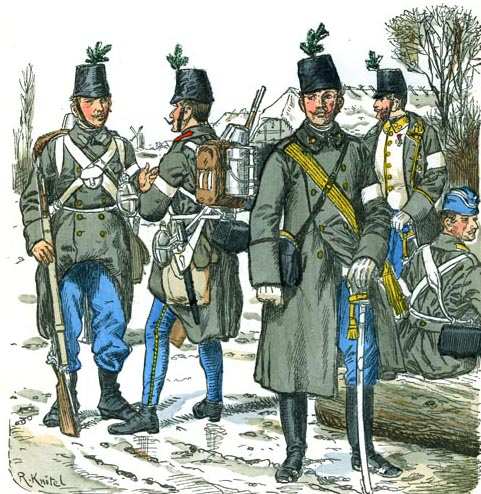
Militars austríacs (1864); el de l'extrem dret duu el característic casquet de caserna (1836-1868) de què deriven els models actuals

Durant bona part del segle xx, el casquet de caserna també fou la lligadura habitual de campanya per a la tropa en la majoria d'exèrcits del món: 
- Era el cas de l'exèrcit serbi, amb el casquet šajkača, ja des de 1864.

- El 1915, l'exèrcit francès l'adoptà, en substitució del tradicional quepis semirígid, com a part del nou uniforme monocolor. Ja durant la guerra en seguiren l'exemple Bèlgica, els EUA (només per a les tropes destacades a Europa) i Grècia (en convivència amb la gorra), entre d'altres.

- Com que en la primera postguerra mundial la tropa de la majoria d'exèrcits del món rebé uniformes d'estil francès, això comportà la pràctica generalització de l'ús del casquet de caserna també per a campanya. Fins a l'extrem que, a l'altura dels anys trenta, eren excepció els exèrcits cofats en campanya amb altra mena de lligadures; entre aquestes excepcions hi havia la gorra d'Àustria, Noruega, Finlàndia, Romania, la Turquia kemalista, la Xina, el Japó, etc.; la gorra de plat d'Alemanya, Regne Unit, etc.; la budiónovka i la gorra de plat soviètiques... L'exèrcit espanyol adoptà el casquet de caserna per a tot ús el 1933, en substitució de la gorra de plat que havia dut la tropa en un breu període (1930-1933); Alemanya, el 1934, arran la implantació del règim nazi, en substitució de la gorra de plat semirígida duta per la tropa durant la República de Weimar; el Regne Unit, el 1938, en substitució de la gorra de plat duta per la tropa d'ençà 1905; l'URSS, el 1935, tot substituint la gorra de plat de tropa com a alternativa estiuenca a la budiónovka, fins que aquesta fou bandejada del tot el 1940...

- A més, el casquet de caserna fou també, de ben aviat, la lligadura característica de les forces aèries naixents, incloent-hi l'oficialitat, la qual reservava la gorra de plat per a passeig i gala.

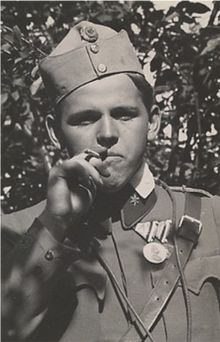
El casquet de caserna de la cavalleria austrohongaresa
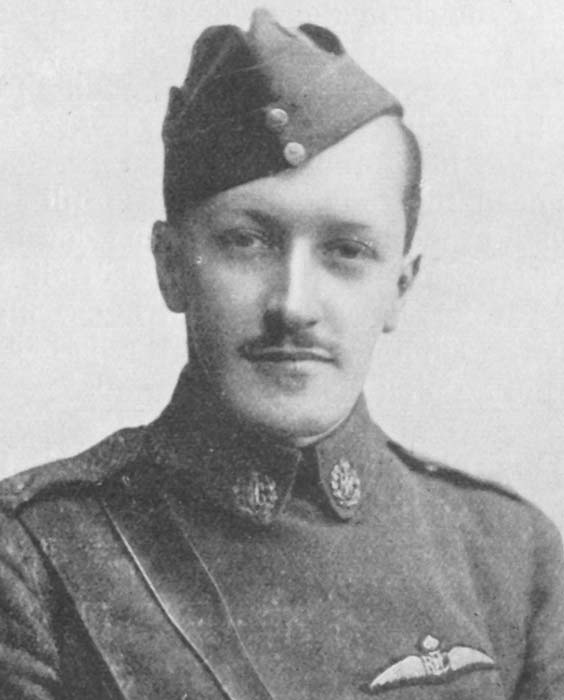
Casquet britànic model 1894
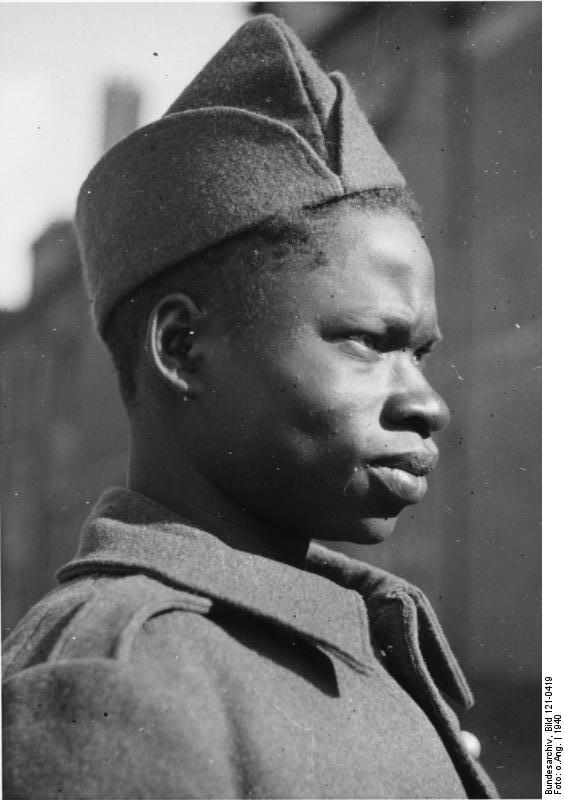
Típic casquet de caserna francès de la primera meitat del segle XX (m. 1918, estil Empire)
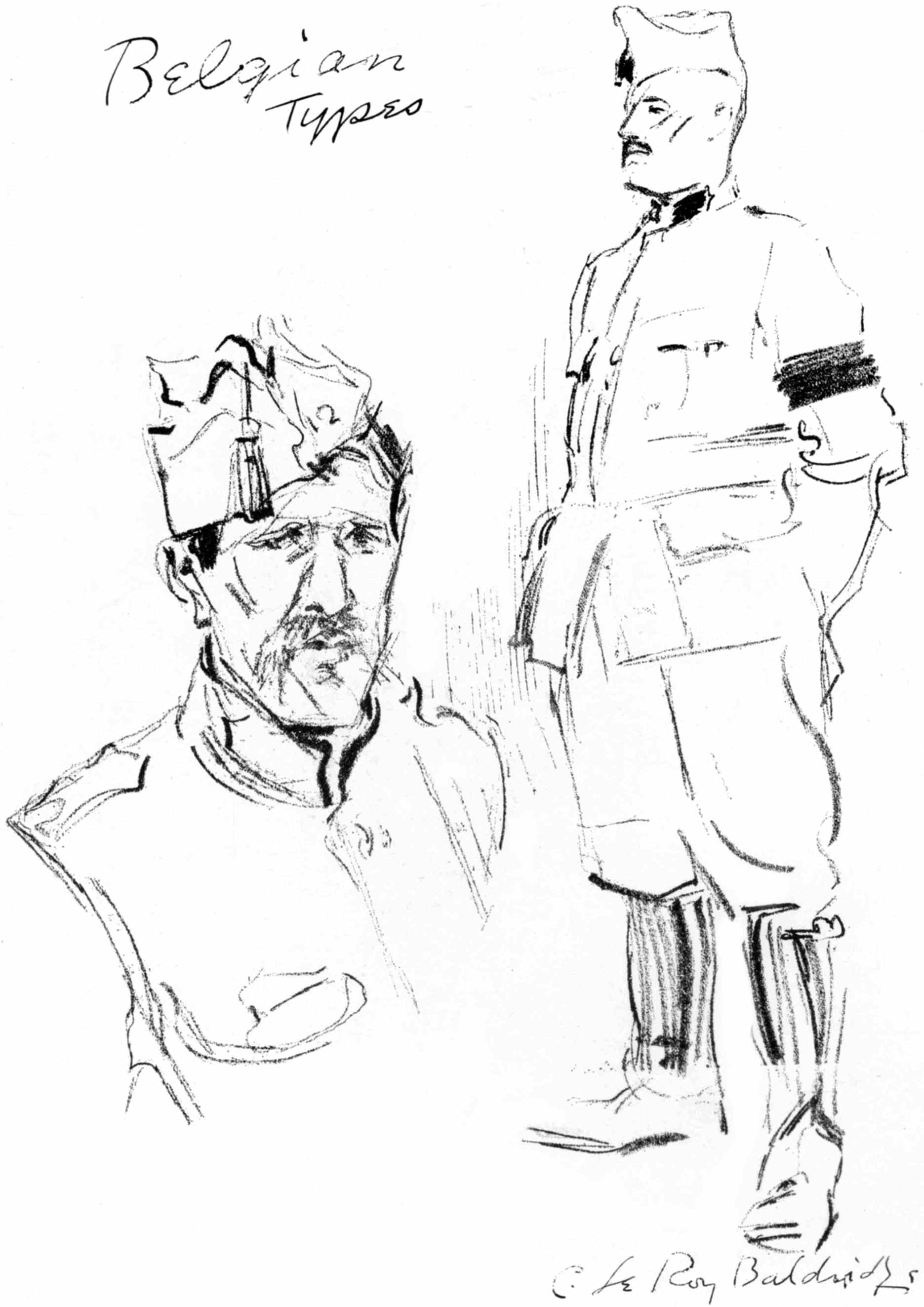
Soldats belgues amb el característic casquet de borla en 1917-1918. Dibuix coetani de Cyrus L. Baldridge
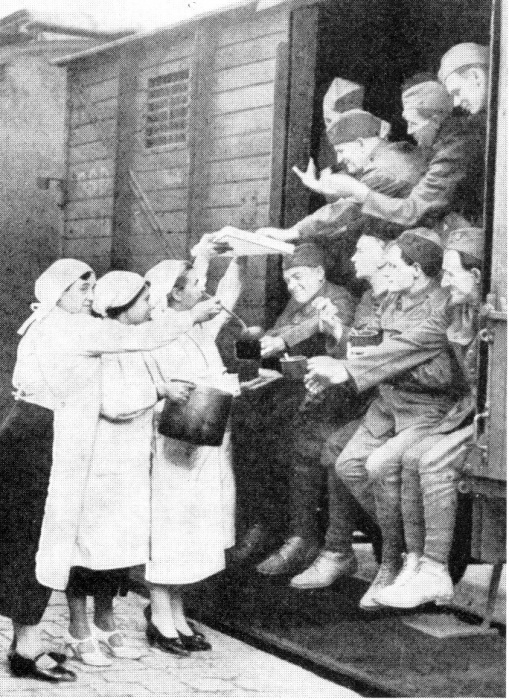
Soldats txecoslovacs en uniforme de campanya, amb casquet de caserna d'extrems arrodonits, l'estiu de 1938
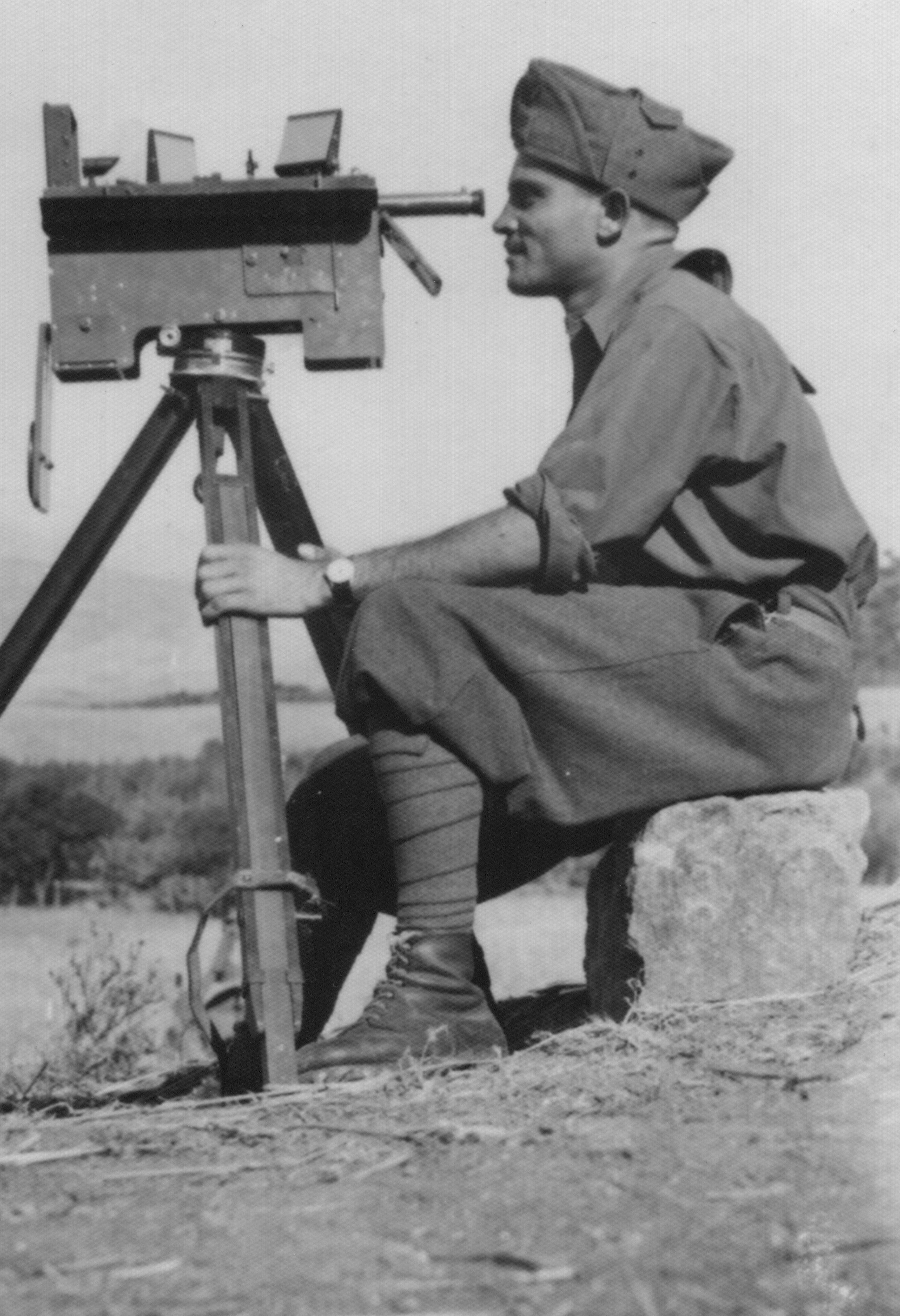
Soldat italià (1940) amb la bustina model 1933/34
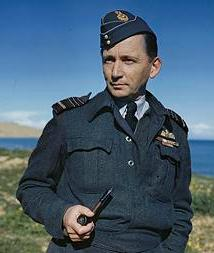
Casquet de caserna de la RAF durant la Segona Guerra Mundial
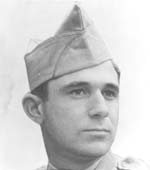
Model estatunidenc dels anys quaranta i cinquanta
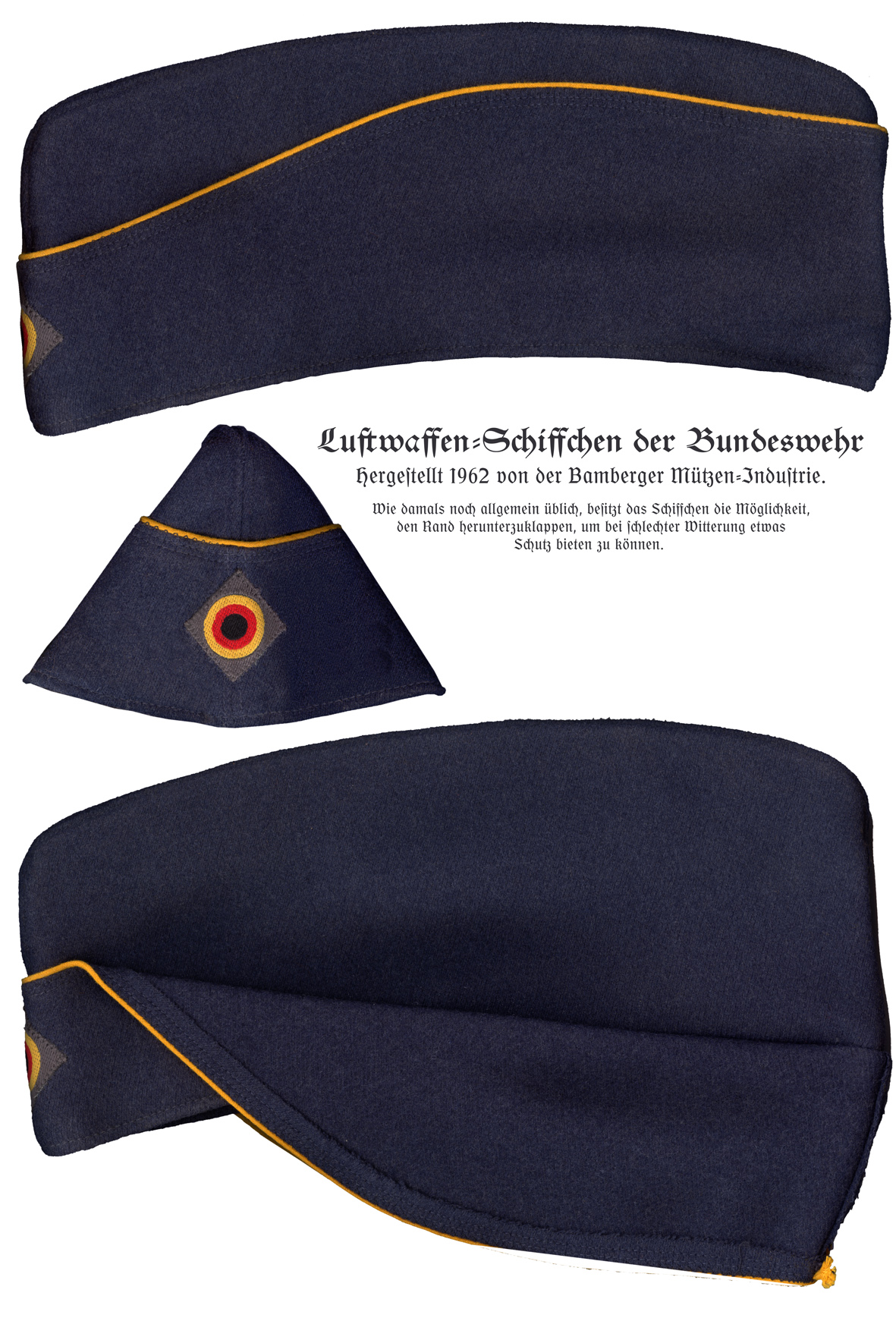
Estructura d'un casquet de tipus actual (Luftwaffe, RFA, 1962)

La segona postguerra mundial rellegà el casquet a l'ús casernari tradicional, mentre s'imposava en campanya la gorra, o bé la boina. Les Forces Armades de l'URSS es comptaren entre les darreres a desestimar el casquet per a campanya: l'hi substituí una gorra d'orelleres entre les tropes d'intervenció a l'Afganistan, pels volts de 1980, la qual fou generalitzada a la totalitat pel reglament de 1988.

## Tipologia
El disseny del casquet de caserna ha evolucionat força. En la versió originària, resultava evident el parentiu amb la cucurulla i amb la gorra (casquet) de dormir, o, més concretament, amb l'antic casquet de dragó del segle xvii i la primera meitat del xviii. Certament, el casquet de caserna ja era ben recognoscible llavors, pels extrems en punta, el perfil triangular i les orelleres perimetrals; però era alt i voluminós, i la part superior, flàccida, queia, en forma de cua o bossa, sobre la banda dreta o esquerra, amb una borla penjant de l'extrem.
Cap al 1820 la bossa desapareix definitivament i acaba d'imposar-se un casquet de tipus modern, més baix i amb els extrems en punta, el prototip del qual fou el model austríac (Holzmütze) de 1813. Sovint adoptà borla, heretada del model anterior, si bé ara penjant sobre el front. L'alçada del casquet disminuí al pas de les dècades.
D'ençà la desaparició de la bossa, el casquet de caserna ha existit durant força temps en dos estils bàsics: l'apuntat i l'arrodonit.
- El casquet de caserna apuntat, és a dir, d'extrems en punta i, generalment, amb borla frontal, fou l'estabilitzat entorn de 1820 i el més usat internacionalment durant la resta del segle xix. Persistiria a l'Europa occidental i a Grècia fins a la segona postguerra mundial, amb borla (Espanya, Bèlgica) o sense (França, Grècia). Pels volts de 1950 havia estat substituït més o menys arreu pel d'estil arrodonit (amb alguna excepció, com l'Espanya franquista, on persistirà fins al 1964).

- El casquet de caserna arrodonit és el tipus més modern (l'emprat avui dia), d'extrems arrodonits i usualment mancat de borla. Cal cercar-ne l'origen, en darrera instància, en el model usat per la infanteria austrohongaresa en 1836-1868 (sota el nom de Lagermütze), que ja tenia aquestes característiques, però que era alt i voluminós. És un model cèlebre, a més, perquè els soldats solien donar-li tota mena de formes duent-lo travessat, desplegant-ne la visera o les orelleres, etc. En la pràctica, es duia sovint en campanya en substitució del xacó (o, a partir del 1862, del xacó baix). El casquet šajkača serbi en podria ésser una imitació o derivació. El 1868 el reemplaçà, tant en diari com en campanya, la primera gorra militar moderna (Feldkappe/bocskai). El 1871, i mentre la infanteria austrohongaresa rebia una versió millorada de la Feldkappe, la cavalleria adoptà un casquet de caserna basat en l'antic d'infanteria, però de disseny més acurat i dimensions més contingudes (schirmlose Kappe, literalment 'gorra sense visera'); i fou aquest el prototip del casquet de caserna arrodonit actual. Venia a ésser idèntic a la gorra coetània de la infanteria (Feldkappe/bocskai), però sense visera (de fet, en duia de plegada al front, sota les orelleres perimetrals, d'on el nom). Se n'inicià la internacionalització en usar-lo el Regne Unit, per a la totalitat de l'exèrcit (i en substitució del similar glengarry de 1868), entre 1894 i 1901 (Austrian cap, se'n deia col·loquialment). El casquet adoptat pel cos expedicionari estatunidenc durant la Primera Guerra Mundial (overseas cap, 'casquet d'ultramar') era d'aquesta tipologia austro-britànica, la qual es generalitzà en entreguerres a l'Europa septentrional, central i oriental (Suïssa, Dinamarca, Suècia, Polònia, Txecoslovàquia, URSS --la pilotka clàssica de 1935, de llarga durada--, països bàltics, Finlàndia, Bulgària, Tercer Reich...), així com a Itàlia (la peculiar bustina de la riforma Baistrocchi, 1933/34), Portugal, Irlanda i, novament, al Regne Unit (en el marc del battledress, 1938). També fou el model característic de l'aviació gairebé arreu. Quan, mentrestant, els EUA adoptaren el casquet per a tot l'exèrcit, curiosament, alternaren el model arrodonit amb l'apuntat (vegeu més avall).

Aquesta és la tipologia bàsica; però els diversos elements llistats a la definició es poden combinar entre si per a donar multitud de models diferents. Per exemple:
- els casquets apuntats de la segona meitat del XIX i el canvi de segle es poden exemplificar amb el model belga tradicional (fins entorn de 1945), el qual era apuntat, tancat, amb borla i amb orellera cosida, amb front en V.
- el casquet austríac de cavalleria era quasi idèntic a una Feldkappe –potser amb inclinació menor--, incloent-hi la part superior plana i l'orellera perimetral recta, però sinusoidal vora el front, tancada amb dos botons; es diferenciava de la gorra, bàsicament, per la manca de visera (tot i que en tenia de desplegable, darrere l'orellera perimetral)
- el casquet britànic (m. 1894, m. 1937) imitava de prop l'austríac, però la part superior era en manxa. És a dir, era arrodonit, de manxa i amb orellera recta, sinusoidal vora el front, que tancava al front amb dos botons, amb visera desplegable darrere
- el casquet suís d'entreguerres (m. 1914/23, en ús fins al 1949), derivació directa de l'austríac, era pràcticament idèntic al britànic, però amb la part superior tancada i no de manxa
- el casquet francès m. 1915 (vigent fins al 1918) era arrodonit, de manxa i amb orellera sinusoidal, de front i clatell tancats en V. Aquest model fou la inspiració de l'’overseas cap estatunidenc de la Primera Guerra Mundial, i també dels usats per la majoria d'exèrcits europeus en el període d'entreguerres, donant formes diverses a l'orellera, i a voltes eliminant la manxa; en alguns exèrcits (per exemple, l'estonià i el letó), en la versió d'hivern l'orellera es prolongava en tires botonades sobre la part superior
- la pilotka soviètica era arrodonida, de manxa i amb orellera recta de frontal en V; exemplifica força bé el casquet de l'Europa central i oriental del període d'entreguerres
- el casquet francès estil Empire (m. 1918, vigent fins al 1944) era apuntat, tancat i amb orellera recta, de front i clatell tancats en V. El casquet grec d'entreguerres n'era una imitació bastant fidel
- el model antonomàstic espanyol (model 1926/33) era molt similar al belga, o sigui, apuntat, tancat i amb borla, però amb falsa orellera, simulada per viu (front en V). El m. 1943 (vigent fins al 1964) era quasi idèntic, però sumant-hi una clatellera-orellera botonada sobre la part superior, imitada de la bustina mussoliniana
- la bustina Baistrocchi (m. 1933/34) era arrodonida, tancada, amb clatellera-orellera desplegable i botonada sobre la part superior, i gran visera desplegable ocupant el terç frontal-lateral
- els casquets de la Wehrmacht usats entre 1935 i 1942 (m. 1935 i 1938) eren arrodonits, de cim pla com una gorra, i amb orellera recta, sinusoidal vora el front, on tancava en V. El m. 1942, en canvi, retornà a l'estil del m. 1934: l'orellera tenia front en Y, on tancava amb dos botons
- el casquet estatunidenc, un cop reprès el 1939 (garrison cap), pot presentar dos estils ben diferenciats: el reglamentari (issue garrison cap), arrodonit i de manxa; i el comercial, però tolerat (PX garrison cap), apuntat i tancat. Tots dos, però, conserven una característica engegada amb l'overseas cap: l'orellera perimetral recta que tanca al front en semicercle, la banda esquerra muntant sobre la dreta
- els casquets alemanys de postguerra, tant de la Bundeswehr com de l'NVA, descendeixen dels models nazis, i alhora són molt propers a la pilotka: arrodonits, de manxa i amb orellera recta de frontal tancat en V; en la versió d'estiu l'orellera és simulada, en la mesura que està cosida en tota la longitud
- els casquets més habituals a l'Europa Occidental d'ençà 1945 s'inspiren en el model francès de 1915 mitjançant l'estatunidenc de 1939: són arrodonits, de manxa i amb orellera perimetral recta, tancada al front en semicercle, generalment amb la part esquerra encavalcant sobre la dreta (o inversament en algun cas, com el model portuguès)

Vegeu també els casos peculiars del glengarry i la šajkača.

En principi, i per definició, un casquet no duu visera. Excepcionalment, la lligadura que l'exèrcit italià considerava casquet de caserna (berretto da fatica), i que en tenia la forma característica, dugué visera fixa i rígida en 1872-1926 i novament en 1959-1965/71. Sembla que també la típica gorra de campanya romanesa (capelă) s'originà (1881) de l'afegitó de visera al casquet de caserna. Comparativament és menys extraordinari el cas d'alguns casquets de caserna que han incorporat visera desplegable, la qual, com a norma, es duia plegada sota orelleres perimetrals botonades al front; fou el cas dels casquets de caserna duts pels exèrcits suís i hongarès des dels anys vint, i per l'italià des dels trenta; també del casquet de caserna britànic de 1894-1902/05, reprès en versió caqui en 1938-1943. En la pràctica, aquesta visera de casquet rarament es desplegava. I això arribaria a fer tradició: així, la gorra bocskai de campanya i passeig reglamentària de l'exèrcit hongarès als anys seixanta i setanta normalment es duia amb la visera recollida sota les orelleres, en imitació de l'antic casquet bocskai.